# 中村靖
中村 靖（なかむら やすし、1932年2月27日 - 2017年10月19日）は、日本の政治家、元自由民主党衆議院議員。

## 経歴
東京都、練馬区、豊島区出身。衆議院議長、法務大臣、建設大臣、自民党総務会長、自民党政調会長等を務めた中村梅吉の長男として生まれる。
1944年に東京高等師範学校附属国民学校（現・筑波大学附属小学校）、1948年に同附属中学校（現・筑波大学附属中学校）（学制改革期のため旧制4年卒）、1950年に東京教育大学附属高等学校（現・筑波大学附属高等学校）を卒業。同級生に藤井裕久、宮脇磊介、石井進、高階秀爾、外山雄三、芳賀徹、平川祐弘、村岡博人など。1956年に早稲田大学第一法学部を卒業。
その後、20代後半で会社を設立し、建設資材・輸入貿易業(「世界の料理ショー」含む映画/TV番組等)を営むと同時に、松田竹千代文部大臣秘書官、東龍太郎東京都知事特別秘書役、父・梅吉の大臣秘書官等を経て、1967年1月、第31回衆議院議員総選挙に東京都第9区から無所属で出馬し落選。1976年12月、父梅吉の後継者として第34回衆議院議員総選挙に東京都第5区から自民党公認で出馬しトップ当選（当選同期に愛知和男・鳩山邦夫・中村喜四郎・中島衛・西田司・池田行彦・堀内光雄・相澤英之・津島雄二・鹿野道彦・塚原俊平・中西啓介・与謝野馨・渡辺秀央・中川秀直・甘利正など）。1986年7月の第38回総選挙まで連続5期当選、1990年まで約15年間、衆議院議員を務めた。主に行政改革/文教の政策領域で活躍。
自由民主党では中曽根派に所属。行政管理政務次官（鈴木善幸内閣）、文部政務次官（第2次中曽根内閣）、衆議院文教委員長、同院決算委員長、自民党調査局長、自民党東京都連幹事長等を務めた。とりわけ、鈴木・中曽根内閣時の行政改革では裏臨調の一員として参謀役の瀬島龍三らとその舞台廻しに関わった。又中曽根首相の命を受け、文部政務次官として京都の国際日本文化センター設立に深く関わり実現し、初代所長となる哲学者・梅原猛らとの親交を深めた。1990年の第39回総選挙で社会党ブームの高沢寅男と、この選挙で初めて自民党公認を得た小林興起らの後塵を拝し次点で惜敗。1993年の第40回総選挙では、日本新党、新生党などの新党ブームで苦杯を嘗めて落選。1996年の第41回総選挙では自民党の比例名簿（東京ブロック）に登載されたが落選し政界引退。
勲二等旭日重光章叙勲。正四位。
2017年10月19日、腎不全のため東京都内の病院で死去。85歳没。

## エピソード
崇教真光の神組み手（信徒）。1990年の秋季大祭に出席し、祝辞の中で同年6月に研修を受講し御み霊を受けたことを報告。「長男の両手に金粉が一杯出ているのです。」と不思議な体験を語っている。